# Абдулаев, Абдурахман Ягъяевич
Абдурахма́н Ягъя́евич Абдула́ев (кум. Абдуллаланы Абдурагьман Ягьияны уланы; 15 ноября 1919 — 10 сентября 1987) — советский военнослужащий, Герой Советского Союза, участник Советско-финской и Великой Отечественной войн.

## Довоенная биография
Абдурахман Ягъяевич Абдулаев родился 15 ноября 1919 года в селе Муцалаул ныне Хасавюртовского района Дагестана, кумык. Окончив семь классов, Абдурахман Абдулаев работал в винсовхозе.

## Участие в войнах
Абдурахман Абдулаев в ряды РККА был призван в 1939 году. Участвовал в Советско-финской войне. Абдурахман Абдулаев в ряды КПСС вступил в 1944 году.
7 мая 1944 года в районе Севастополя старший сержант Абдурахман Абдулаев провёл разведку огневых точек гитлеровцев. Под огнём гитлеровцев Абдурахман Абдулаев уничтожил вражеский ДОТ, что позволило роте захватить вражеские траншеи.
В ходе боя старший сержант Абдурахман Абдулаев заменил раненного командира взвода. Под командованием Абдурахмана Абдулаева взвод прорвал передний край обороны гитлеровцев, отразил вражеские контратаки и вышел ко второй линии траншей. В этом бою Абдурахман Абдулаев уничтожил несколько противников в рукопашной битве.
Указом Президиума Верховного Совета СССР от 24 марта 1945 года за мужество, отвагу и героизм, проявленные в борьбе с немецко-фашистскими захватчиками, старшему сержанту Абдурахману Ягъяевичу Абдулаеву присвоено звание Героя Советского Союза с вручением ордена Ленина и медали «Золотая Звезда».

## Послевоенная биография
В конце 1945 года Абдурахман Абдулаев был демобилизован и вернулся на Родину. Там он работал в Аксайском управлении оросительных систем.

## Награды
- Медаль «Золотая Звезда» Героя Советского Союза № 6371
- орден Ленина
- Орден Отечественной войны I степени
- орден Красной Звезды
- Орден Славы III степени